# Julien Giovannetti
Pour les articles homonymes, voir Giovannetti.
Julien Giovannetti (1914-1966), originaire de Morosaglia en Haute-Corse, est un baryton-basse à l'Opéra-Comique de Paris, spécialiste de Mozart et interprète de nombreux opéras à travers le monde.